# Koen Vanmechelen
Koen Vanmechelen (Sint-Truiden, 26 augustus 1965) is een hedendaagse Belgische conceptueel kunstenaar. Hij begon zijn carrière in de vroege jaren negentig. In zijn werk staat bioculturele diversiteit centraal. Rond dit thema werkte Vanmechelen ook samen met wetenschappers uit verschillende disciplines. Deze grensoverschrijdende projecten leverden hem in 2010 een eredoctoraat op van de Universiteit Hasselt en de Golden Nica Hybrid Art Prix Ars Electronica in 2013.

## Biografie
Koen Vanmechelen woont in Meeuwen-Gruitrode, maar zijn atelier LABIOMISTA - Studio Koen Vanmechelen bevindt zich in Genk. Hij is een autodidact; in een vorig leven studeerde hij hotelschool en werkte hij als kok-patissier bij een aantal toprestaurants. Hij groeide wel op in een creatief milieu: zijn vader was namelijk ook kunstenaar en zijn moeder werkte als modeontwerpster. Bovendien was hij op zeer jonge leeftijd al gefascineerd door kippen, mede dankzij zijn oom Louis Gonnissen, een bekende Belgische ornitholoog en tv-persoonlijkheid. Zo vertelt hij in een interview dat hij op vijfjarige leeftijd al een broedmachine op zijn kamer had.
Conservators Jan Kenis en Jan Hoet, en illustrator Gregie De Maeyer lanceerden hem in de kunstwereld in de vroege jaren negentig. Zijn eerste werken waren vooral houten constructies, assemblages en kooien voor gevogelte. Hiermee paste hij binnen de traditie van de Belgische assemblagekunstenaars. In de jaren negentig evolueerde hij tot een conceptueel kunstenaar en daarna tot een multidisciplinair, transdisciplinair en interdisciplinair kunstenaar. Ook lanceerde hij in de jaren 90 zijn Cosmopolitan Chicken Project (CCP), dat een unieke positie in de hedendaagse kunst inneemt. Het bezorgde hem al snel internationale erkenning in de kunstwereld en daarbuiten.
Ondanks zijn vliegangst heeft de kunstenaar gekozen voor een bestaan als nomade. "Beweging creëert opportuniteiten voor transformatie en mutatie", volgens Vanmechelen, die altijd onderweg is en veel van zijn tijd in het buitenland spendeert. Hij probeert steeds om zijn projecten te verbinden met verschillende realiteiten over de hele wereld, op zoek naar raakvlakken tussen kunst, wetenschap, en de wereld. Vanmechelen: "Ik probeer om mensen en ideeën ter verbinden, om de juiste plaats in tijd en ruimte te vinden om het ei te doen barsten, ergens in de eindeloze stroom botsingen van happy accidents die veroorzaakt worden door oneindige beweging." Vandaar zijn fascinatie voor biologische en culturele diversiteit, of bioculturele diversiteit. In de bewegingen en migratiestromen van mensen en dieren zoekt hij naar genen en memes die altijd weer samenkomen. Sommige neemt hij mee naar huis. 
In zijn thuisbasis in Meeuwen-Gruitrode heeft hij een grote verzameling vogels en andere dieren. In totaal heeft Vanmechelen 3.000 kippen op acht boerderijen op drie continenten.

## Werk
Koen Vanmechelen is vooral bekend van zijn The Cosmopolitan Chicken Project of (CCP), een uniek artistiek project dat hij eind jaren negentig lanceerde. In dit project staat de kip centraal en meer bepaald het kruisen van nationale kippenrassen tot ‘kosmopolitische kippen’. In 2018 werd de 22ste generatie binnen dit mondiale project in het Serlachius Museum in Finland geboren: de Mechelse Danish, een kruising van een Fins ras met de Mechelse Danish (CCP21) die een jaar eerder uit het ei brak tijdens de biënnale van Denemarken. Ondertussen dragen de verschillende kosmopolitische kippen genen uit België, Frankrijk, Engeland, Verenigde Staten, Duitsland, Nederland, Mexico, Thailand, Brazilië, Turkije, Cuba, Italië, Rusland, China, Egypte, Senegal, Slovenië, Oostenrijk, Indonesië en Denemarken.
Bioculturele diversiteit en de daaruit volgende interactie tussen kunst en wetenschap vormen het hoofdthema van zijn oeuvre. Vanmechelen werkt vaak samen met wetenschappers en experts uit allerlei disciplines, zoals Jean-Jacques Cassiman, Willem Ombelet, Maarten Larmuseau, Rik Pinxten en Marleen Temmerman. Hij gebruikt innovatieve technologie, zoals 3D-scanning, morfometrie, 3D-printen en interactieve visualisatie-technieken. Zijn werk is crossmediaal en varieert van expressieve schilderijen en tekeningen tot fotografie, video, installaties, glaswerk en houten beeldhouwwerken. Als rode draad komen vaak de kip en het ei terug. Over de jaren heen zijn deze objecten uitgegroeid tot symbolen die toelaten om een verbinding te maken tussen wetenschappelijke, politieke, filosofische en ethische kwesties.
Koen Vanmechelen presenteerde zijn werk al bijna overal ter wereld. In België was hij te gast in verschillende musea en andere locaties, zoals de Verbeke Foundation, Watou, Museum M en Z33. Verder liepen er solo- en groepstentoonstellingen in onder andere National Gallery London, Victoria and Albert Museum (Londen), Museum Kunstpalast (Düsseldorf), Muziekgebouw aan ’t IJ (Amsterdam), Macro (Rome), MAD Museum (NY), Slot Belvedere (Wenen), ZKM (Karlsruhe) en Pushkin Museum (Moskou). Naast de Biënnale van Venetië was zijn werk ook te zien op die van Moskou, Dakar, Havana en Poznan, op de World Expo Shanghai 2010, de triënnale van Guangzhou, Manifesta 9 en op dOCUMENTA (13).
Vanmechelen woont in de Limburgse gemeente Meeuwen-Gruitrode en is ereburger van zijn geboortestad Sint-Truiden. Begin 2017 verhuisde de kunstenaar naar zijn nieuwe studio in Genk, ontworpen door Mario Botta. Samen met een dierenpark en de voormalige directeursvilla op de site, creëert Vanmechelen hier met LABIOMISTA een plek waar bioculturele diversiteit centraal staat en waar mens, dier en natuur elkaar kunnen ontmoeten.

### Projecten
Vanmechelens meest bekende project is zonder twijfel het Cosmopolitan Chicken Project, een wereldwijd kruisingsprogramma met nationale en regionale kippenrassen. Met dit project, waaraan de kunstenaar begon in 1998, wil hij een kosmopolitische kip kweken, een metafoor voor de mondiale culturele en genetische smeltkroes. Voor de genetische aspecten krijgt hij hulp van boegbeelden Jean-Jacques Cassiman en Maarten Larmuseau.
Een tweede project waarbij kunst en wetenschap verenigd worden, is The Walking Egg, een denktank met onder andere fertiliteitsspecialist Dr. Willem Ombelet. Via een focus op fertiliteit in ontwikkelingslanden wil het project vragen stellen over de menselijke identiteit.
Ten slotte heeft het ideeëngoed van Vanmechelen ook aanleiding gegeven tot de CosmoGolem met als boegbeelden Peter Adriaenssens en Jeanne Devos. Hier staat een houten reus, de Cosmogolem, symbool voor universele kinderrechten.
Deze drie projecten vormen samen de Open University of Diversity (OpUnDi) een denktank en een ontmoetingsplaats voor mensen om te debatteren over de kernthema’s in Vanmechelens werk: biologische en culturele diversiteit, identiteit, hybriditeit, en ethische vraagstukken.
Daarnaast zijn er echter nog een waaier aan andere installaties en projecten waar de kunstenaar zich mee bezighoudt. Zo wordt er bij Frozen Culture het sperma van kosmopolitische hanen ingevrozen, met medewerking van o.a. Ivo Lambrichts (UHasselt), Luc Vrielinck en Jan Rutten. Voor The Golden Spur werd er bij hanen zonder spoor chirurgisch een gouden spoor aangebracht, en met Lambo – een samentrekking van ‘Lama’, ‘Ovambo’ en ‘Labo’ - gaat de kunstenaar op zoek naar een nieuwe manier van kruisen.

## Onderscheidingen en eerbetoon
De projecten en kunstwerken van Vanmechelen hadden vanaf het begin een internationale uitstraling. Van Hasselt tot Shanghai en van dOCUMENTA in Kassel tot de Biënnale van Venetië: zijn werk werd al op locaties over heel de wereld tentoongesteld. 
De kunstenaar mocht ook al een aantal bekroningen en onderscheidingen in ontvangst nemen. Zo ontving hij in 2013 de prestigieuze Golden Nica in de categorie Hybrid Art en de Best Artwork Award van de ISMB. In 2010 kreeg Vanmechelen van de Universiteit Hasselt de titel doctor honoris causa toegewezen in het thema Art meets science: een bekroning van zijn kruisbestuiving tussen kunst en wetenschap. Verder werd ook Juul, het boek dat hij maakte met Gregie de Maeyer, in 1996 bekroond met de Gustav Henemann Friedenspreis en is hij sinds 2005 ereburger van zijn geboortestad Sint-Truiden.

## Stichtingen
- The CosmoGolem Foundation; opgericht in 2010 ter ondersteuning van het CosmoGolemproject, waarbij houten beelden (de Golem) uitgezet worden over de hele wereld als een symbool van universele kinderrechten.
- The Walking Egg Foundation; opgericht in 2009 ter ondersteuning van The Walking Egg Project en het onderzoek naar (on)vruchtbaarheid in ontwikkelingslanden.
- CC®P Foundation; opgericht in 2008 ter ondersteuning van het wetenschappelijk onderzoek dat geënt is op de filosofie achter het werk van Vanmechelen.
- The Open University of Diversity; opgericht in 2011, een centrale locatie waar bovengenoemde stichtingen kunnen samenkomen en waar er plaats is voor debat en ontmoeting tussen kunst en wetenschap.